# الخطوط الجوية المتحدة الرحلة 811
الخطوط الجوية المتحدة الرحلة 811 طائرة بوينغ 747-122 كانت تحمل علي متنها 337 راكبا و18 من أفراد الطاقم وكانت متجهة من سان فرانسيسكو إلي سيدني عبر لوس أنجلوس ثم هونولولو ثم أوكلاند في 24 فبراير 1989 وبعد نصف ساعة من الإقلاع أنخلع باب الشحن الأيمن في مقدمة الطائرة وكان المحرك الرابع في الجناح الأيمن يحترق وقد فقد 9 ركاب من بينهم لي كامبيل النيوزيلندي وهبطت الطائرة بسلام في هونولولو.

## بان أمريكان الرحلة 125
في 10 مارس 1987 تعرضت طائرة بوينغ 747-121 التابعة بان أمريكان الرحلة 125 لمشاكل ضغط علي أرتفاع 6 كم و100 متر مما أدي إلي عودة الطائرة إلي مطار لندن هيثرو عندما كانت متجهة من مطار لندن هيثرو بلندن إلي مطار جون إف كينيدي الدولي بنيويورك وكان باب الشحن في طائرة بان أمريكان الرحلة 125 كانت فاتح بطول 1.5 بوصة (3.8 سم) وعندما تم فحصها وجدوا أن سماكة مسامير باب الشحن ضعيفة ومنفصلة.